# Slava Cercheză
Slava Cercheză est une commune de Roumanie, située dans le județ de Tulcea.

## Démographie
Le village a été fondé en 1864 par des Adyguéens chassés par l’Empire russe de Circassie à l’issue de la guerre russo-circassienne, et son nom signifie « Gloire circassienne », mais de nos jours les quelques familles d’origine circassienne qui subsistent préfèrent ne pas déclarer d’appartenance ethnique ; lors du recensement de 2011, 75,21 % de la population se déclarent lipovènes, 20,94 % roumains, 3,78 % ne déclarent pas d’appartenance ethnique et 0,06 % déclarent appartenir à une autre ethnie).

## Politique
| Parti | Parti                                              | Sièges |
| ----- | -------------------------------------------------- | ------ |
|       | Communauté des Russes lipovènes de Roumanie (CRLR) | 5      |
|       | Parti social-démocrate (PSD)                       | 3      |
|       | Parti national libéral (PNL)                       | 1      |
|       | Alliance des libéraux et démocrates (ALDE)         | 1      |
|       | Parti Roumanie unie (PRU)                          | 1      |